# Tetraponera gerdae
Tetraponera gerdae é uma espécie de formiga do gênero Tetraponera, pertencente à subfamília Pseudomyrmecinae.